# Schronisko na Tomaszówkach Dolnych Pierwsze
Schronisko na Tomaszówkach Dolnych Pierwsze – schronisko znajdujące się w górnej części Doliny Będkowskiej, na terenie wsi Bębło w województwie małopolskim, w powiecie krakowskim, w gminie Wielka Wieś.

## Położenie
Schronisko znajduje się w drugiej od dołu grupie skałek na Tomaszówkach Dolnych. Położone jest w niedużej odległości od udostępnionej turystycznie Jaskini Nietoperzowej. Oprócz tego schroniska w Tomaszówkach Dolnych znajduje się jeszcze 6 innych jaskiń lub schronisk. Pod względem geograficznym jest to obszar Wyżyny Olkuskiej w obrębie Wyżyny Krakowsko-Częstochowskiej

## Opis jaskini
Schronisko składa się z salki o rozmiarach 4 × 3 m, wychodzących z niej trzech krótkich korytarzyków i 6 otworów. Salka ma wysokość 2,5 m, w jej ścianie północnej, na wysokości około 2 m, znajduje się mniej więcej okrągły otwór. Drugi otwór znajduje się na ścianie północno-zachodniej, w pochyłym, 1,5 metrowej wysokości progu, w dno którego wcina się rynna. Na ścianie zachodniej, za kilkumetrowej długości szczelinowatymi korytarzykami znajdują się dwa następne otwory wychodzące na strome zbocze. Na ścianie wschodniej znajdują się jeszcze dwa spore otwory wychodzące na trawiaste wschodnie zbocze.
Schronisko jest pochodzenia krasowego. Powstało w twardych wapieniach skalistych późnej jury. Jest silnie zerodowane. Na jego ścianach występują liczne jamkowate wgłębienia i wżery, koliste kanaliki i kotły wirowe. Brak szaty naciekowej. Dno jest przeważnie skaliste, niewielkie ilasto-próchniczne namulisko z wapiennym gruzem występuje tylko na dnie salki i wschodnich otworów. Do schroniska często wiatr nawiewa liści, a na jego ścianach są ślady po palonych w nim ogniskach.
Schronisko jest w całości oświetlone światłem słonecznym, a jego mikroklimat jest zmienny, uzależniony od klimatu zewnętrznego. Występuje w nim silny przewiew, a na lepiej oświetlonych ścianach rozwijają się glony. W 1981 r. E. Sanocka-Wołoszynowa badała florę pajęczaków. W schronisku znalazła 1 gatunek kosarzy i 3 inne gatunki pająków.
Schronisko znane było od dawna, często też odwiedzane. Po raz pierwszy opisał go Kazimierz Kowalski w 1951 r. Aktualną dokumentację sporządził A. Górny w listopadzie 2009 r.

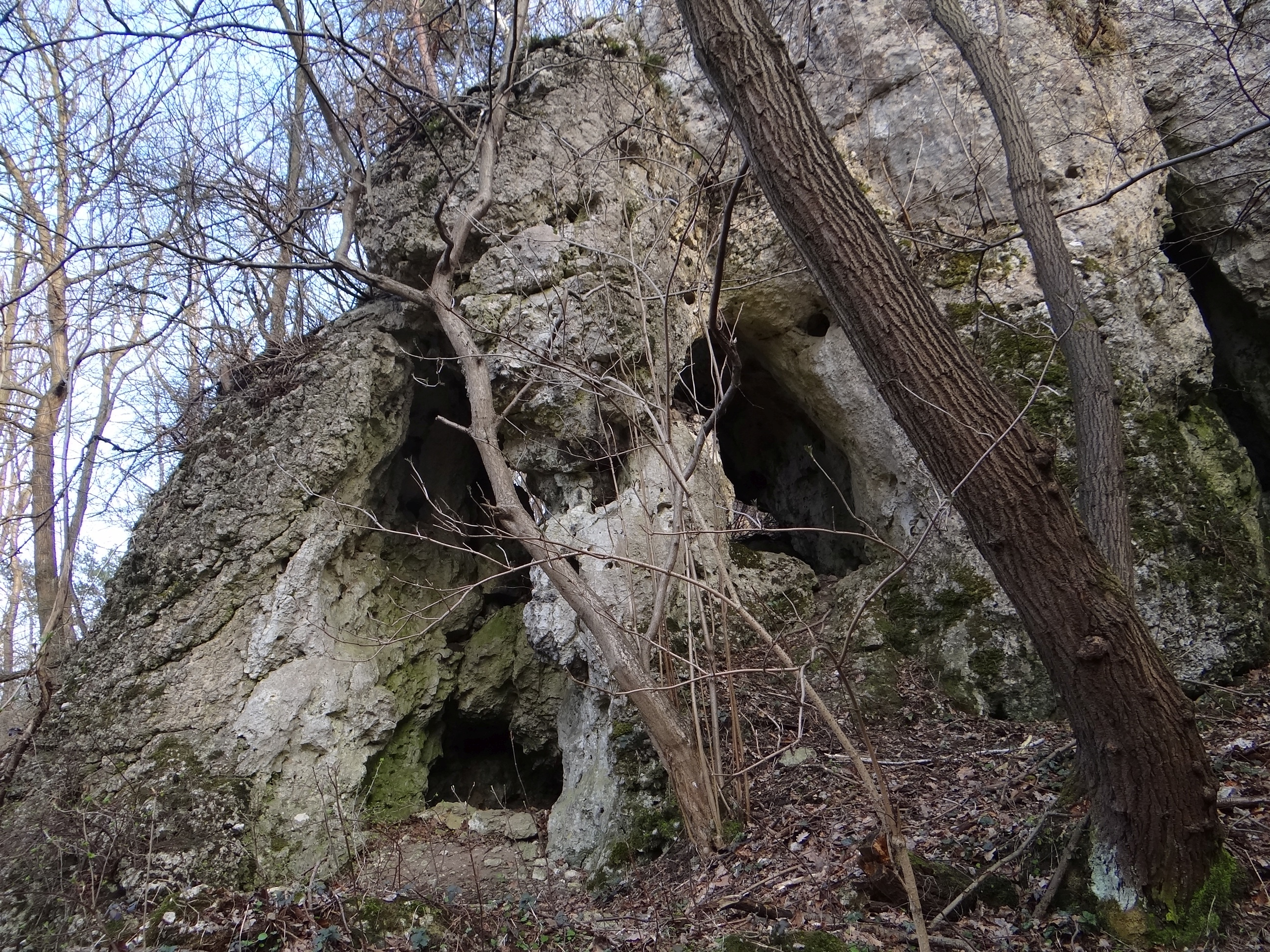
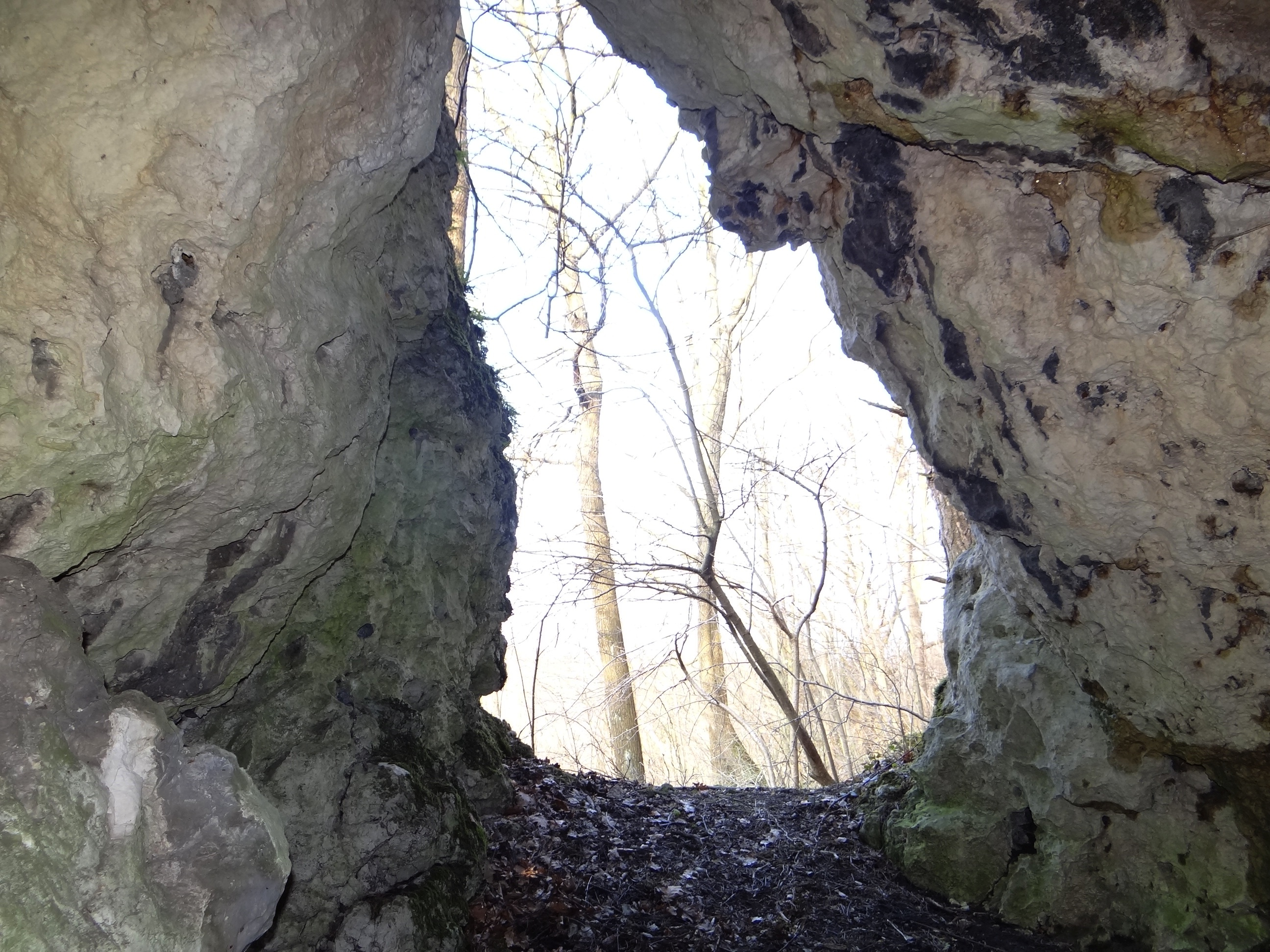
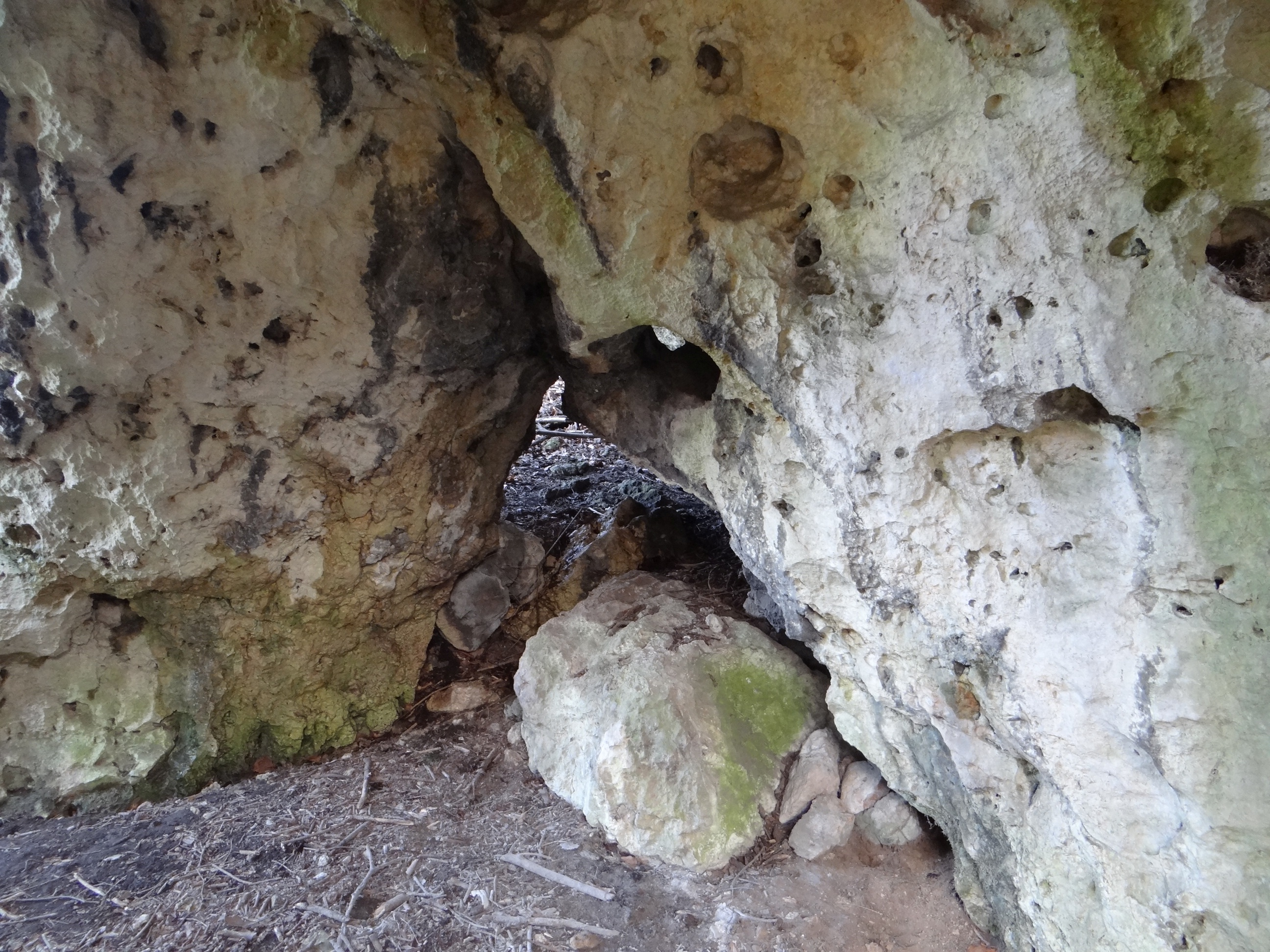
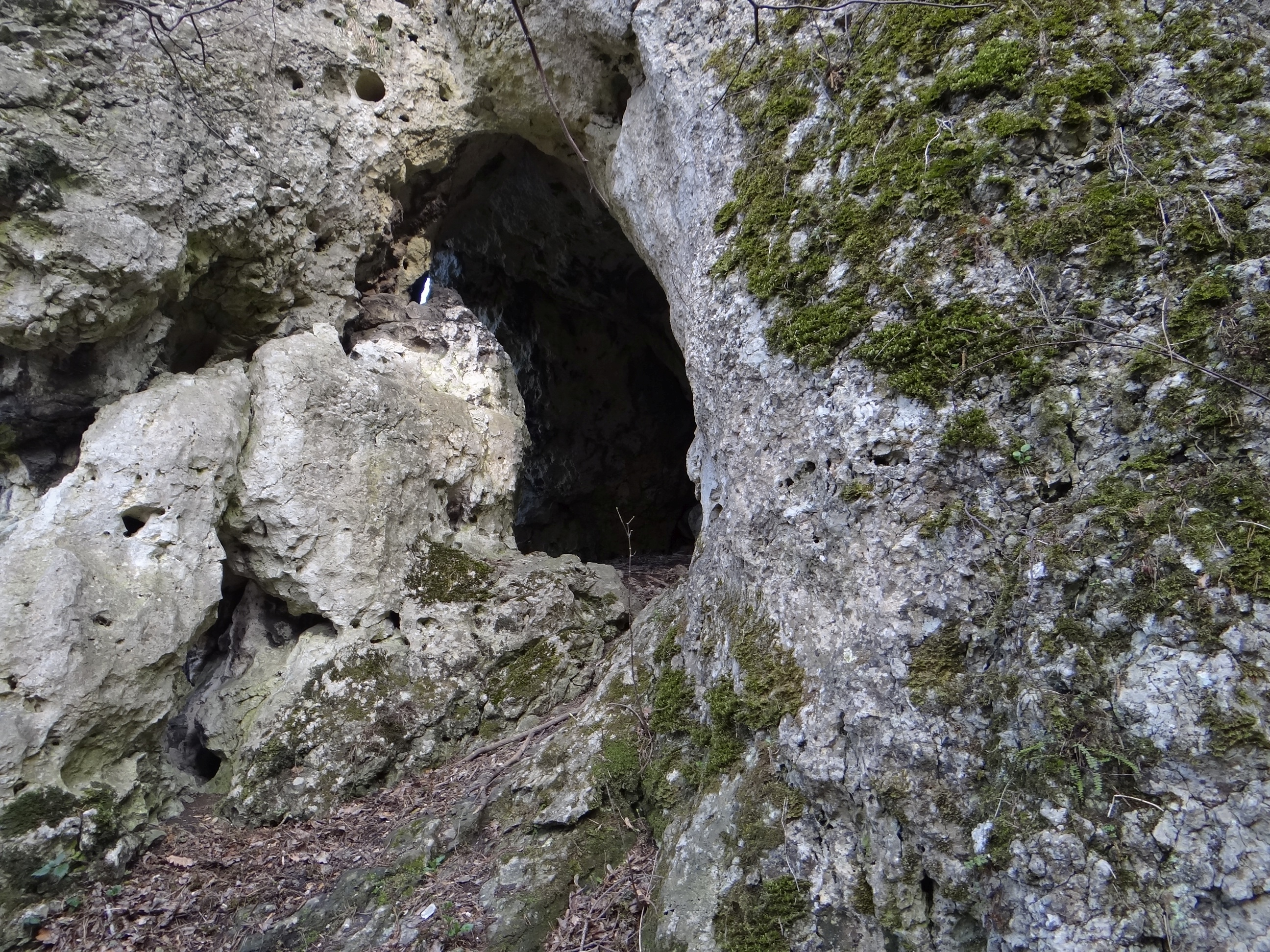
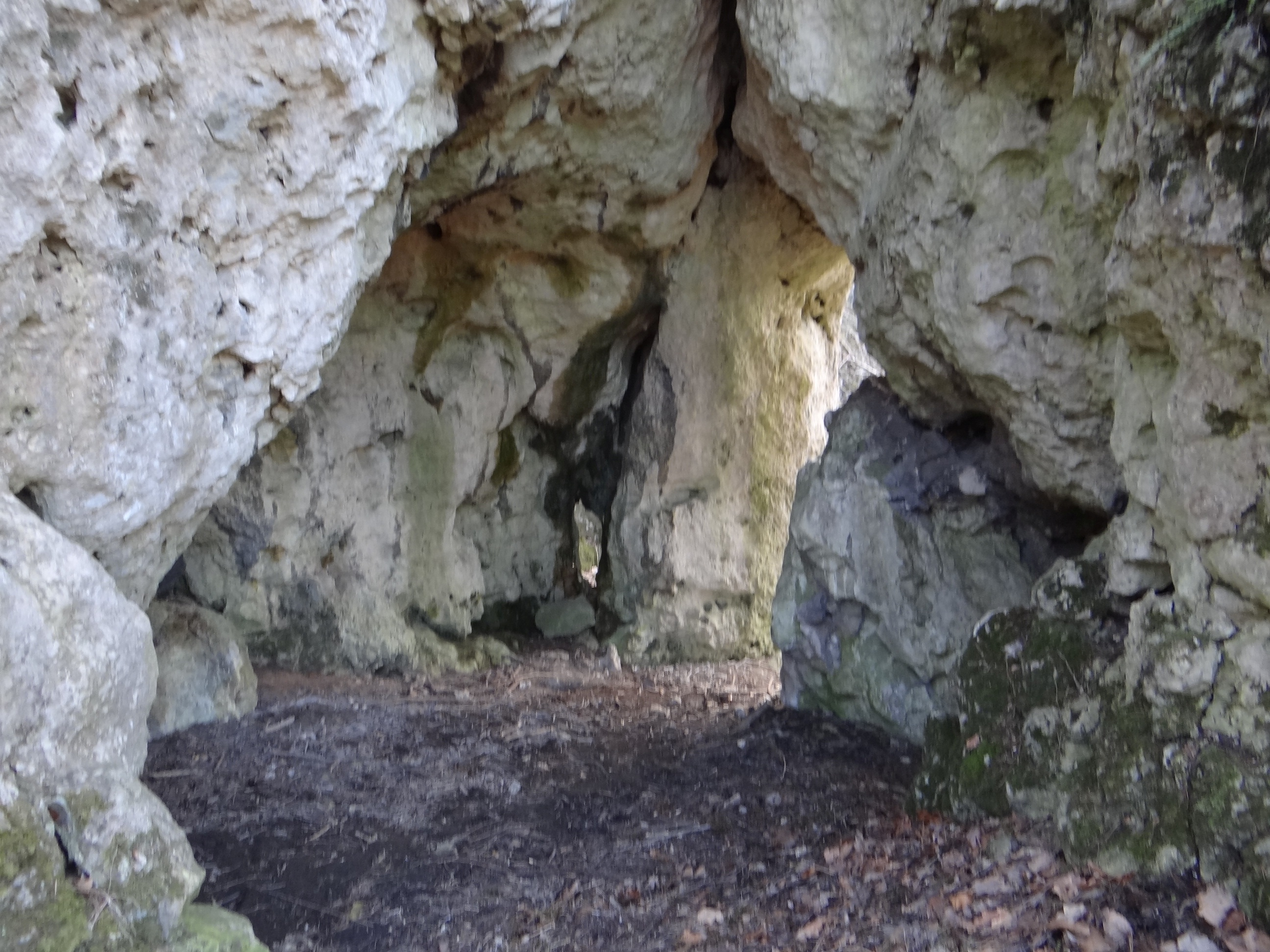